# Gran Premio de Austria de Motociclismo de 1974
El Gran Premio de Austria de Motociclismo de 1974 fue la tercera prueba de la temporada 1974 del Campeonato Mundial de Motociclismo. El Gran Premio se disputó el 4 de mayo de 1974 en el circuito de Salzburgring.

## Resultados 500cc
Giacomo Agostini, demostró que no se había equivocado cambiando la MV Agusta por la Yamaha, se adjudicó las dos principales carreras de la jornada. La segunda fue la de los 500 c.c., donde tuvo un duelo muy espectacular con la revelación italiana Gianfranco Bonera. El piloto de Augusta llegó pegado a Agostini. Phil Read tuvo un día poco afortunado y tuvo que abandonar por avería. Tercero, fue el inglés Barry Sheene que salió mal pero tuvo una impresionante recuperación.
| Pos.    | Piloto               | Equipo          | Tiempo     | Pts. |
| ------- | -------------------- | --------------- | ---------- | ---- |
| 1       | Giacomo Agostini     | Yamaha          | 53' 23" 87 | 15   |
| 2       | Gianfranco Bonera    | MV Agusta       | +0" 27     | 12   |
| 3       | Barry Sheene         | Suzuki          | +1 Vuelta  | 10   |
| 4       | Jack Findlay         | Suzuki          | +1 Vuelta  | 8    |
| 5       | Dieter Braun         | Yamaha          | +1 Vuelta  | 6    |
| 6       | Karl Auer            | Yamaha          | +1 Vuelta  | 5    |
| 7       | Billie Nelson        | Yamaha          | +1 Vuelta  | 4    |
| 8       | John Williams        | Yamaha          | +1 Vuelta  | 3    |
| 9       | Paul Eickelberg      | König           | +2 Vueltas | 2    |
| 10      | Jean-Paul Boinet     | Yamaha          | +2 Vueltas | 1    |
| 11      | Tom Herron           | Yamaha          | +3 Vueltas |      |
| 12      | Helmut Kassner       | Yamaha          | +3 Vueltas |      |
| 13      | Olivier Chevallier   | Yamaha          | +3 Vueltas |      |
| 14      | Iwan Panizzi         | Yamaha          | +3 Vueltas |      |
| 15      | Bosse Granath        | Husqvarna       | +4 Vueltas |      |
| 16      | Hans Braumandl       | Yamaha          | +5 Vueltas |      |
| Ret     | Phil Read            | MV Agusta       | Ret        |      |
| Ret     | Chas Mortimer        | Maxton-Yamaha   | Ret        |      |
| Ret     | Rob Bron             | Yamaha          | Ret        |      |
| Ret     | Christian Bourgeois  | Yamaha          | Ret        |      |
| Ret     | Alfred Bajohr        | König           | Ret        |      |
| Ret     | Teuvo Länsivuori     | Yamaha          | Ret        |      |
| Ret     | Eduardo Celso-Santos | Yamaha          | Ret        |      |
| Ret     | Armando Toracca      | Paton           | Ret        |      |
| Ret     | Víctor Palomo        | Yamaha          | Ret        |      |
| Ret     | Alex George          | Yamaha          | Ret        |      |
| Ret     | John Dodds           | Yamaha          | Ret        |      |
| Ret     | Werner Giger         | Yamaha          | Ret        |      |
| Ret     | Marcel Ankoné        | Yamaha          | Ret        |      |
| Ret     | Michael Schmid       | Rotax           | Ret        |      |
| Ret     | Michel Rougerie      | Harley-Davidson | Ret        |      |
| Ret     | Paul Smart           | Suzuki          | Ret        |      |
| Ret     | Walter Villa         | Harley-Davidson | Ret        |      |
| Ret     | Hans Mühlebach       | Yamaha          | Ret        |      |
| Ret     | Neil Tuxworth        | Yamaha          | Ret        |      |
| Fuente: |                      |                 |            |      |

## Resultados 350cc
Segundo triunfo de Agostini en esta categoría. Empezó la jornada con la victoria, aunque esta vez aliado con la fortuna. Los dominadores de la carrera fueron el finlandés Teuvo Länsivuori y el inglés Phil Read pero el primero se cayó, mientras que una avería relegó al segundo. De esta manera, el trece veces campeón vio despejado el camino y se impuso con 16 segundos de ventaja sobre Chas Mortimer mientras que el alemán Dieter Braun fue tercero.
| Pos. | Piloto               | Moto            | Tiempo     | Pts. |
| ---- | -------------------- | --------------- | ---------- | ---- |
| 1    | Giacomo Agostini     | Yamaha          | 52' 40" 68 | 15   |
| 2    | Chas Mortimer        | Maxton-Yamaha   | +16"       | 12   |
| 3    | Dieter Braun         | Yamaha          | +20" 46    | 10   |
| 4    | Patrick Pons         | Yamaha          | +43" 86    | 8    |
| 5    | Michel Rougerie      | Harley-Davidson | +1' 14" 09 | 6    |
| 6    | Walter Villa         | Harley-Davidson | +1' 22" 76 | 5    |
| 7    | Billie Nelson        | Yamaha          | +1' 26" 02 | 4    |
| 8    | Pentti Korhonen      | Yamaha          | +1 Vuelta  | 3    |
| 9    | John Williams        | Yamaha          | +1 Vuelta  | 2    |
| 10   | Christian Bourgeois  | Yamaha          | +1 Vuelta  | 1    |
| 11   | Børge Nielsen        | Yamaha          | +1 Vuelta  |      |
| 12   | Karl Auer            | Yamaha          | +1 Vuelta  |      |
| 13   | Neil Tuxworth        | Yamaha          | +1 Vuelta  |      |
| 14   | Bosse Granath        | Yamaha          | +1 Vuelta  |      |
| 15   | Thierry Tchernine    | Yamaha          | +1 Vuelta  |      |
| 16   | Víctor Palomo        | Yamaha          | +1 Vuelta  |      |
| 17   | Janos Reisz          | Yamaha          | +1 Vuelta  |      |
| 18   | Max Wiener           | Yamaha          | +1 Vuelta  |      |
| 19   | Helmut Kassner       | Yamaha          | +1 Vuelta  |      |
| 20   | Olivier Chevallier   | Yamaha          | +1 Vuelta  |      |
| Ret  | Teuvo Länsivuori     | Yamaha          | Ret        |      |
| Ret  | Bruno Kneubühler     | Yamaha          | Ret        |      |
| Ret  | Phil Read            | MV Agusta       | Ret        |      |
| Ret  | Kent Andersson       | Yamaha          | Ret        |      |
| Ret  | Mario Lega           | Yamaha          | Ret        |      |
| Ret  | John Dodds           | Yamaha          | Ret        |      |
| Ret  | János Drapál         | Yamaha          | Ret        |      |
| Ret  | Roberto Gallina      | Yamaha          | Ret        |      |
| Ret  | Eduardo Celso-Santos | Yamaha          | Ret        |      |
| Ret  | Marcel Ankoné        | Suzuki          | Ret        |      |
| Ret  | Werner Giger         | Yamaha          | Ret        |      |
| Ret  | Hans Mühlebach       | Yamaha          | Ret        |      |
| Ret  | Kurt-Ivan Carlsson   | Yamaha          | Ret        |      |

## Resultados 125cc
La carrera del octavo de litro se sentenció en la última vuelta. Bajo la lluvia, el sueco Kent Andersson y el español Ángel Nieto sostenían un codo codo impresionante hasta que, a falta de menos de un kilómetro, el español intentó superarlo en una mala curva y cayó por los suelos. Aunque mantuvo, la segunda posición, dejó la victoria en manos del escandinavo.
| Pos. | Piloto             | Moto        | Tiempo     | Pts. |
| ---- | ------------------ | ----------- | ---------- | ---- |
| 1    | Kent Andersson     | Yamaha      | 43' 39" 13 | 15   |
| 2    | Ángel Nieto        | Derbi       | +24" 25    | 12   |
| 3    | Otello Buscherini  | Malanca     | +1 Vuelta  | 10   |
| 4    | Henk van Kessel    | Bridgestone | +1 Vuelta  | 8    |
| 5    | Leif Gustafsson    | Maico       | +1 Vuelta  | 6    |
| 6    | Pentti Salonen     | Yamaha      | +1 Vuelta  | 5    |
| 7    | Thierry Tchernine  | Yamaha      | +1 Vuelta  | 4    |
| 8    | Rudolf Weiss       | Maico       | +1 Vuelta  | 3    |
| 9    | Matti Salonen      | Yamaha      | +1 Vuelta  | 2    |
| 10   | Peter Frohnmeyer   | Maico       | +2 Vueltas | 1    |
| 11   | Matti Kinnunen     | Maico       | +2 Vueltas |      |
| 12   | Werner Schmied     | Rotax       | +3 Vueltas |      |
| 13   | Michael Fahrmeir   | Yamaha      |            |      |
| 14   | Géza Repitz        | MZ          |            |      |
| 15   | Istvan Holmar      | MZ          |            |      |
| 16   | Pal Kohut          | MZ          |            |      |
| 17   | Janos Reisz        | MZ          |            |      |
| Ret  | Harald Bartol      | Eigenbau    | Ret        |      |
| Ret  | Gert Bender        | Bender      | Ret        |      |
| Ret  | Johann Zemsauer    | Rotax       | Ret        |      |
| Ret  | Pier Paolo Bianchi | Minarelli   | Ret        |      |
| Ret  | Hans-Jürgen Hummel | Kreidler    | Ret        |      |
| Ret  | Rolf Minhoff       | Maico       | Ret        |      |
| Ret  | Horst Seel         | Maico       | Ret        |      |
| Ret  | Aldo Pero          | Caremi      | Ret        |      |
| Ret  | Herbert Rittberger | Eigenbau    | Ret        |      |
| Ret  | Walter Winkler     | Yamaha      | Ret        |      |
| Ret  | Gyula Porkolab     | MZ          | Ret        |      |
| DNS  | Bruno Kneubühler   | Yamaha      | DNS        |      |